# Dedicación
Dedicación es la ceremonia con la que se consagra o dedica un templo, un altar en honor de la divinidad. 

## Orígenes

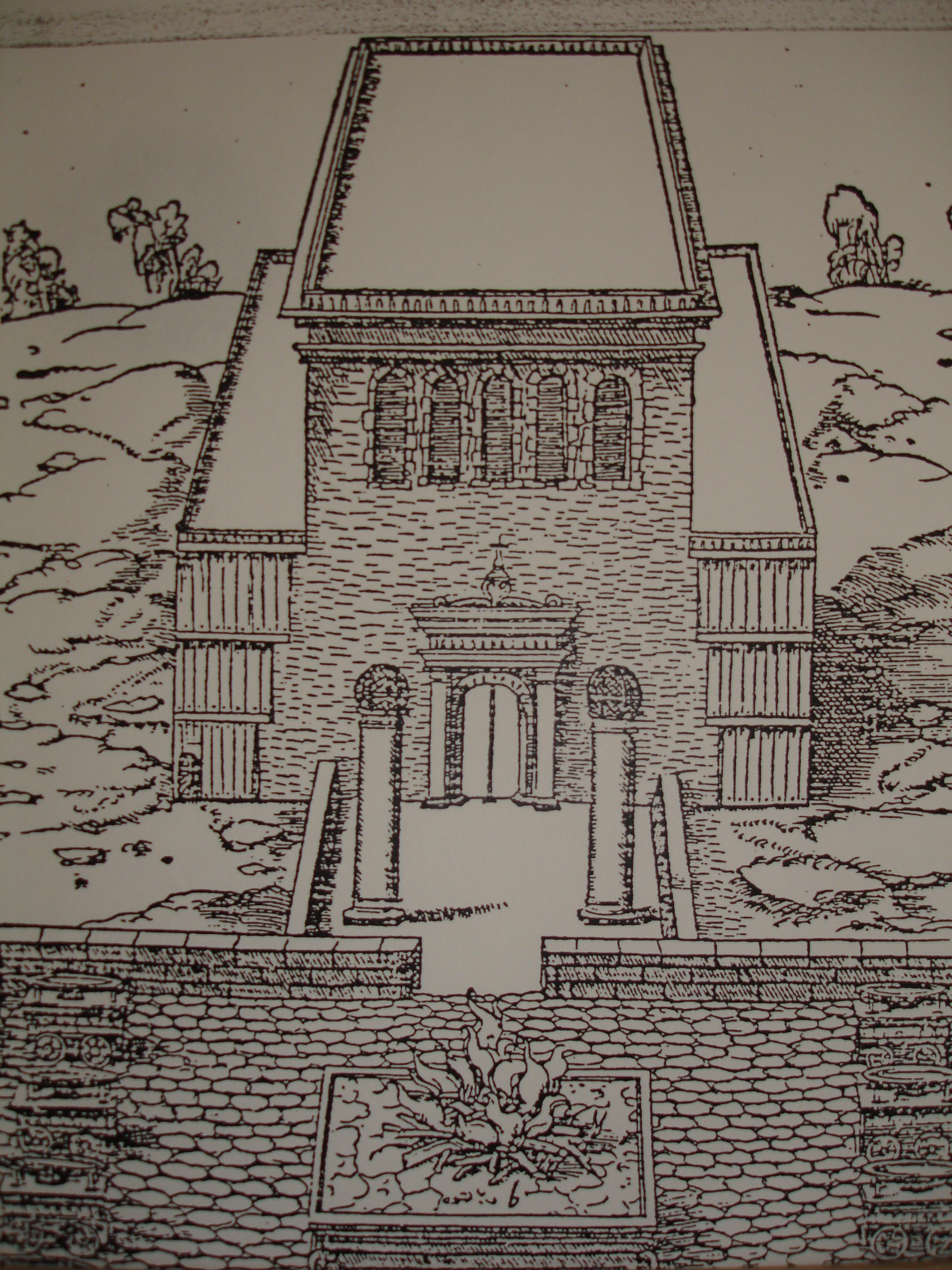
Grabado del Templo de Salomón.

Según el Primer Libro de los Reyes capítulo 8, el Rey Salomón hizo la dedicación del templo hablando de su función especial como lugar de oración para el pueblo.

## Dedicación entre los cristianos
Entre los cristianos se llama a esta clase de ceremonias consagraciones, bendiciones, ordenaciones pero no dedicaciones, usándose solo esta palabra cuando se trata de un lugar especialmente dedicado al culto divino.

### Catolicismo

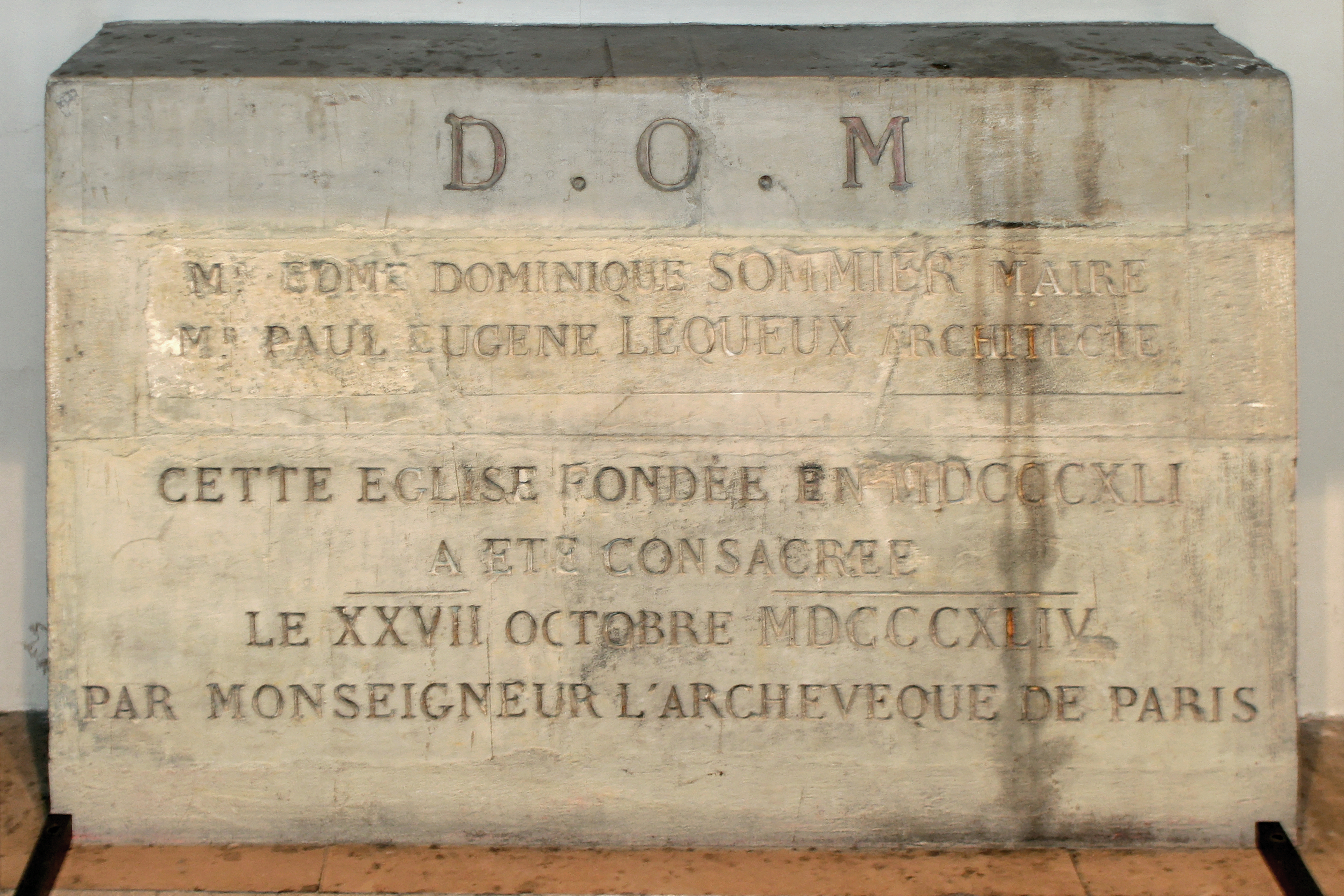
Piedra de consagración de la Iglesia de Saint-Jacques-Saint-Christophe de la Villette en París, Francia.

La fiesta de la dedicación en la Iglesia romana es el aniversario del día en que fue consagrada una iglesia. Esta ceremonia empezó a celebrarse con solemnidad en el reinado de Constantino, dada la paz a la Iglesia. Se reunían muchos obispos para hacerla y se solemnizaba esta fiesta que duraba muchos días con la celebración de los sagrados misterios y con discursos sobre el objeto y el fin de esta ceremonia. Eusebio nos ha conservado la descripción de las dedicaciones de las iglesias de Tiro y de Jerusalén. Sozomeno, Hist. eccles., 1. 2, c. 26, nos dice que todos los años han celebrado el aniversario en Jerusalén por espacio de ocho días.
Se creyó después tan necesaria esta consagración que no era permitido celebrar en una iglesia que no hubiese sido dedicada, y los enemigos de San Atanasio le acusaron de haber reunido al pueblo en una iglesia de esta clase. Después del siglo IV se han observado diversas ceremonias en la dedicación que solo puede hacerse por un obispo. Va acompañada de una solemne octava. Hay, sin embargo, muchas iglesias, sobre todo en el campo que no están dedicadas, sino solo bendecidas. Como no tienen dedicaciones propias, toman las de la catedral o de la metrópoli de la diócesis a que pertenecen. También se hacía en otro tiempo la dedicación particular de las fuentes bautismales, según afirma el papa San Gelasio en su sacramentado; Menardo, Notas sobre el sacramentario, p. 205.
No se dedicaban las iglesias a los santos, sino a Dios solo. Esta práctica dura todavía. De que se dedique una iglesia a Dios bajo la invocación de un santo no se sigue que es dedicada o consagrada al santo y cuando se dice la iglesia de Nuestra Señora o de San Pedro no se entiende que está destinada al culto de estos patrones más bien que al de Dios. Bingham, que tanto ha estudiado la antigüedad, nos dice también que desde los primeros siglos se llamó a las iglesias no solo Dominicum, la casa del Señor, sino también Martyria, Apostolaea et Prophetaea porque la mayor parte eran edificadas sobre el sepulcro de los mártires, y porque eran otros tantos monumentos que conservaban la memoria de los apóstoles y de los profetas. Orig. eccles 1. 8, c.1, §. 8; c.9,§. 8.

### Cristianismo evangélico

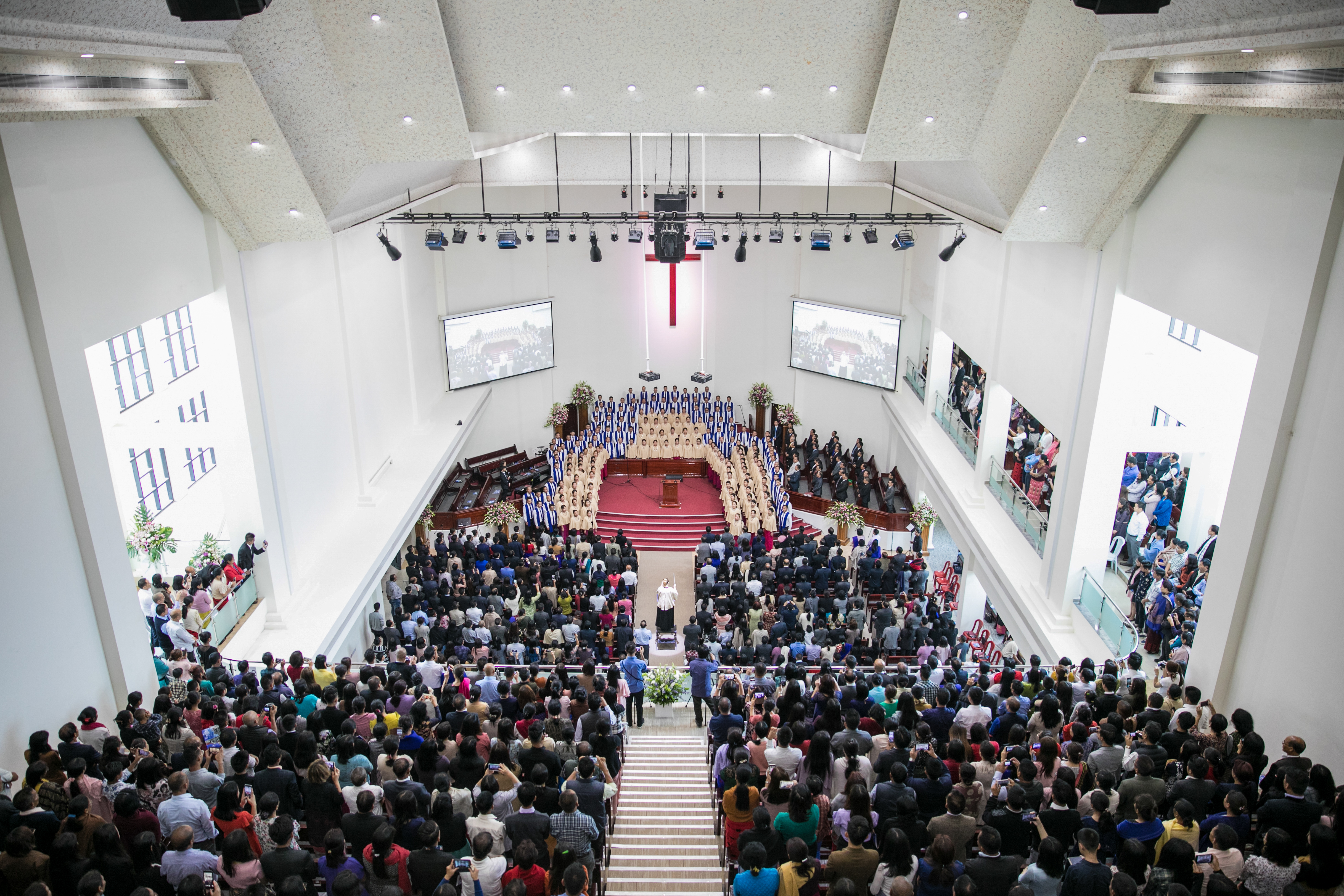
Servicio de dedicación en la Kohima Ao Baptist Church en Kohima, en India, afiliada al Concilio de la Iglesia Bautista de Nagaland, 2019.

En el cristianismo evangélico, la dedicación de un edificio de la iglesia por lo general tiene lugar durante un servicio. Una placa de dedicación también se adjunta al edificio.